# Clamator
Clamator là một chi chim trong họ Cuculidae.

## Hình ảnh

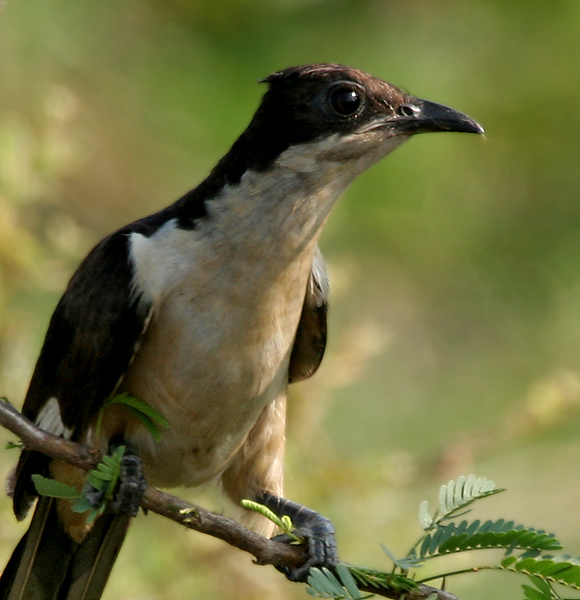
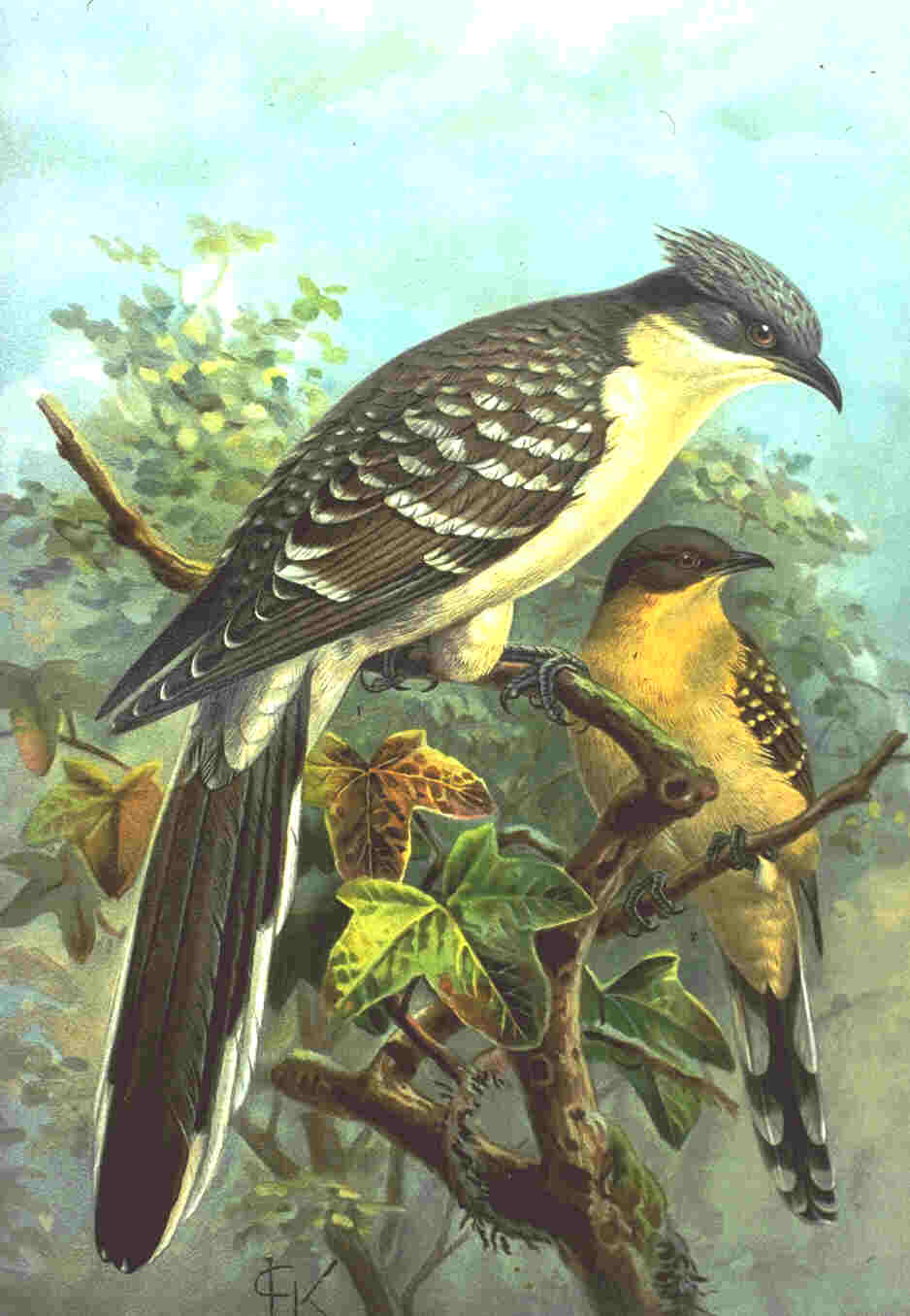